# Probolomyrmex brujitae
Probolomyrmex brujitae es una especie de hormiga del género Probolomyrmex, tribu Probolomyrmecini, familia Formicidae. Fue descrita científicamente por Agosti en 1995.
Se distribuye por Argentina y Brasil. Se ha encontrado a elevaciones de hasta 460 metros. Habita en Yungas.